# Claire Fay
Claire Fay est une joueuse internationale française de rink hockey née le 21 février 1997. 

## Parcours
Elle prend sa première licence à l'âge de 10 ans au SCRA Saint-Omer, juste après que le club ait organisé le championnat d'Europe junior 2006. 
La région Nord n'ayant pas d'équipe féminine sénior, elle joue parallèlement en sénior avec l'équipe de Nantes et en junior avec l'équipe de Saint-Omer. A l'obtention de son baccalauréat, elle poursuit ses études à l'Université de Nantes, ce qui lui permet de rejoindre le club du Nantes ARH et de l'AL Saint-Sébastien. 

## Palmarès
En 2016, elle participe au championnat du monde pour terminer à la quatrième place.